# Эффект бутылочного горлышка
Эффе́кт «буты́лочного го́рлышка» — сокращение генофонда (то есть генетического разнообразия) популяции вследствие прохождения периода, во время которого по различным причинам происходит критическое уменьшение её численности, в дальнейшем восстановленное. Сокращение генетического разнообразия приводит к изменению относительных и абсолютных частот аллелей генов, поэтому данный эффект рассматривается в числе факторов эволюции.

## Периоды в истории популяции
1. Первоначально популяция имеет большое генетическое разнообразие вследствие своей многочисленности, благоприятных условий окружающей среды и широкого ареала.
2. Популяция вымирает, её численность сокращается до незначительного числа особей. Генофонд обедняется. Снижение численности популяции может происходить периодически (в связи с ежегодным наступлением сезона, неблагоприятного для поддержания численности популяции) или единовременно — в результате катастроф.
3. Численность популяции снова возрастает, но генетическое разнообразие не восстанавливается. Создаются условия для случайного варьирования частот аллелей в популяции — дрейфа генов. Также малые популяции подвержены инбридингу.

## Наглядное отображение
Название «эффект бутылочного горлышка» наглядно демонстрирует один из способов отображения численности популяции. Если схематически изобразить численность популяции в один момент времени в виде горизонтальной полоски или эллипса, а численность в последующие моменты — таким же образом, но на пропорциональную величину выше над первым изображением, то случаи резкого снижения численности будут выглядеть, как сужения рисунка в верхней части, что графически подобно горлышку бутылки.

## Эффект бутылочного горлышка в реальных популяциях
Прохождение через «бутылочное горлышко» характерно для популяций многих видов насекомых, резко сокращающих численность в осенне-весенний период. В частности, популяции Drosophila melanogaster на территории России и ближнего зарубежья резко сокращают численность зимой и ежегодно восстанавливают размер в летний период. Такие сокращения численности приводят к существенным сдвигам в частотах изучаемых генетических маркеров. В случае восстановления численности видов, находившихся на грани вымирания, также происходит снижение генетического разнообразия, обусловленное эффектом бутылочного горлышка.
| Год     | Популяция американского бизона |
| ------- | ------------------------------ |
| до 1492 | 60 000 000 особей              |
| 1890    | 750 особей                     |
| 2000    | 360 000 особей                 |

Классическим примером действия эффекта является популяция гепардов. С использованием современных методов генетического анализа было установлено, что гепарды обладают очень малым генетическим разнообразием (предполагается, что в результате какой-то катастрофы выжила лишь одна пара особей). Недостаток генетического разнообразия поставил данный вид на грань вымирания. В настоящее время численность гепардов продолжает падать и насчитывает менее 20 тысяч особей. Эффект бутылочного горлышка сказался на жизнеспособности всего вида: у гепардов повышенная чувствительность к болезням и различные отклонения, приводящие к снижению плодовитости.
Современный пример действия эффекта бутылочного горлышка — популяция сайгака. Численность сайгака сократилась на 95 % от приблизительно 1 миллиона в 1990 году до менее чем 30 000 в 2004, главным образом по причинам браконьерства для нужд традиционной китайской медицины.

## Человеческая популяция
Согласно данным, опубликованным в журнале Proceedings of the National Academy of Sciences, около 1,2 млн лет назад численность человеческой популяции сократилась до 18,5 тысяч человек (по другим оценкам — до 26 тысяч человек). Согласно более поздней публикации в Science, около 900 000 лет назад популяция ранних людей сократилась до чуть более чем тысячи человек, и более ста тысяч лет затем действие эффекта сохранялось.
В 2008 году в журнале The American Journal of Human Genetics появилось предположение, что около 75 000 лет назад после извержения супервулкана Тоба численность человеческой популяции сократилась до 2 тысяч человек. Высказано мнение, что из африканской популяции людей, предковой для всего человечества, это событие пережило около 10 тысяч человек.
Учёные Стэнфордского университета на основании анализа Y-хромосом также обнаружили, что человеческая популяция прошла через очередное «бутылочное горлышко» примерно в 5000—3000 годы до нашей эры. Существуют предположения, что причиной этого могут быть первые в истории масштабные войны либо социальная картина, при которой род продолжали лишь небольшие группы привилегированных мужчин. Это также повлекло значительное сокращение разнообразия Y-хромосомы.
Остров Пингелап (Федеративные Штаты Микронезии) примечателен тем, что полной цветовой слепотой страдает значительная часть его жителей. Это связывают с эффектом бутылочного горлышка: после катастрофического тайфуна 1775 года и последовавшего за ним голода на острове выжило лишь около 20 человек, а один из них был носителем соответствующего гена.

## В технике
Применяется для выращивания монокристаллов методом зонной плавки: на кристалле делают сужение, через которое прорастает небольшая доля кристаллитов ввиду конкуренции между кристаллитами. Повторив несколько раз, можно добиться того, что останется только один кристаллит, получив таким образом монокристалл.